# Cand.polit.
Cand.polit. (candidatus/candidata politices) er i Danmark betegnelsen for en person, der er indehaver af en kandidatgrad i økonomi fra Københavns Universitet. Titlen har desuden været brugt i Norge, idet den frem til 2007 blev tildelt personer, der tog en samfundsvidenskabelig embedseksamen.

## Kandidater i økonomi fra Københavns Universitet
Kandidater i økonomi fra andre danske universiteter betegnes cand.oecon. Kandidater fra Københavns Universitet har valgfrihed mellem de to titler (polit-titlen beholdt man her af historiske årsager). I modsætning til hvad der ofte antages, er der med cand.polit ikke nødvendigvis tale om en nationaløkonomisk kandidat, da man også kan skrive speciale og have valgfag inden for f.eks. finansiering. Studiet er i modsætning til de øvrige universitetsuddannelser i økonomi ikke inddelt i forskellige linjer, som f.eks. driftsøkonomi og nationaløkonomi, men tilbyder en bred vifte af valgfag inden for økonomi og statistik. Derudover er der også mulighed for at tage fag på en handelshøjskole eller matematik-økonomi-studiet. Den engelske betegnelse for graden cand.polit. er Master of Science in Economics.
Studiet blev oprettet ved Københavns Universitet i 1848. Før august 1998 kaldtes det statsvidenskab – ej at forveksle med statskundskab.[kilde mangler]
Den første kvindelige cand.polit. var Meta Kristine Hansen, der blev kandidat i 1896.

## Kendte danskere med titlen cand.polit.
| - Kjeld Abell - Christen Amby - Ellen Andersen - Bent Rold Andersen - Bodil Nyboe Andersen - Lisbeth Zornig Andersen - Victor Andreasen - Birgitte Anker - Bodil Begtrup - Nils Bernstein - Lauritz Vilhelm Birck - Steen Bocian - Ester Boserup - C.V. Bramsnæs - Peter Brixtofte - Per Callesen - Mogens Camre - Hans Skov Christensen - Bertel Dahlgaard - Frank Dahlgaard - Carl-Johan Dalgaard - Niels Duedahl - Louise Schack Elholm - Jørgen Elmeskov | - Uffe Ellemann-Jensen - Henry Grünbaum - Isi Grünbaum - Christopher Hage - Eva Kjer Hansen - Lars Gårn Hansen - Erik Hoffmeyer - Ludvig Holstein-Ledreborg - Zubair Butt Hussain - Klaus Hækkerup - Carl Iversen - Viggo Kampmann - Naser Khader - Thorkil Kristensen - Jens Otto Krag - Niels Kærgård - Kai Lemberg - Mogens Lykketoft - Richard Mikkelsen - Samira Nawa - Niels Neergaard - John Dyrby Paulsen - Sigfred Pedersen - Thor Pedersen | - Torben Möger Pedersen - Torsten Schack Pedersen - Morten Helveg Petersen - Mogens Munk Rasmussen - Nadeem Farooq - Poul Nyrup Rasmussen - Marcus Rubin - Erik Scavenius - Jacob Frederik Scavenius - Erik Ib Schmidt - Simon Spies - Christen Sørensen - Peter Birch Sørensen - Hans Tabor - Finn Tarp - Janne Teller - Dan Uzan - Margrethe Vestager - Claus Vastrup - Karl Vind - Harald Westergaard - Hans Jørgen Whitta-Jacobsen - Frederik Zeuthen - Anders Ølgaard |